# Thanakorn Jaiphet
Thanakorn Jaiphet (thailändisch อนุสรณ์ ใจเพชร, * 23. Juni 1999), auch als Nook bekannt, ist ein thailändischer Fußballspieler.

## Karriere
Thanakorn Jaiphet steht seit dem 1. Januar 2020 beim Police Tero FC unter Vertrag. Der Verein aus der thailändischen Hauptstadt Bangkok spielte in der ersten Liga des Landes, der Thai League. 2020 kam er in der ersten Liga nicht zum Einsatz. Anfang Januar 2021 wurde er an den Ligakonkurrenten Rayong FC aus Rayong ausgeliehen. Sein Erstligadebüt gab er am 7. Februar 2021 im Auswärtsspiel gegen Muangthong United. Hier wurde er in der 76. Minute für den Japaner Gōshi Ōkubo eingewechselt. Das Spiel gewann Muangthong mit 4:0. Am Ende der Saison 2020/21 musste er mit Rayong als Tabellenletzter in die zweite Liga absteigen. Nach Vertragsende bei Police wechselte er zur Saison 2021/22 zum Zweitligisten Udon Thani FC. Bei dem Verein aus Udon Thani spielte er in der Hinrunde 12-mal in der zweiten Liga. Zur Rückrunde wechselte er auf Leihbasis zu seinem ehemaligen Verein Police Tero. Hier kam er jedoch nicht zum Einsatz. Ende Mai 2022 kehrte Jaiphet nach der Ausleihe nach Udon Thani zurück. Im Juli 2022 verpflichtete ihn der Zweitligist Kasetsart FC. Für den Verein aus der Hauptstadt Bangkok bestritt er 24 Zweitligaspiele. Zu Beginn der Saison 2023/24 wechselte er im August 2023 zum Erstligisten Police Tero FC. Nachdem er bei Police nicht zum Einsatz gekommen war, wechselte er im Dezember 2023 für den Rest der Saison zum Drittligisten Mahasarakham FC. Mit dem Verein aus Maha Sarakham spielte er zweimal in der North/Eastern Region der Liga. Am Ende der Saison wurde er mit Mahasarakham Vizemeister der Region und qualifizierte sich damit für die Aufstiegsspiele zur zweiten Liga. Hier konnte man sich durchsetzen und stieg in die zweite Liga auf. Nach der Ausleihe kehrte er im Sommer 2024 zu Police zurück. Hier wurde, nachdem Police in die zweite Liga abgestiegen war, sein Vertrag nicht verlängert. Im Juli 2024 verpflichtete ihn der Zweitligist Ayutthaya United FC. Am Ende der Saison 2024/25 feierte er mit Ayutthaya die Vizemeisterschaft der zweiten Liga sowie den Aufstieg in die erste Liga. Nach dem Aufstieg verließ er den Verein und schloss sich im Juli 2025 dem Zweitligisten Phrae United FC an.

## Erfolge
Ayutthaya United FC
- Thailändischer Zweitligavizemeister: 2024/25  ▲

## Sonstiges
Thanakorn Jaiphet ist der Zwillingsbruder von Anusak Jaiphet.